# Ціанід натрію
Ціанід натрію - це неорганічна сполука з  формула NaCN. Це біла, водорозчинна тверда речовина. Ціанід має високу спорідненість до металів, що призводить до високої токсичності цієї солі. Основне її застосування у видобутку золота, де використовується її висока реакційна здатність до металів. При обробці кислотою ціанід натрію утворює токсичний газ ціанід водню:
NaCN + H2SO4  →  HCN +  NaHSO4

## Отримання
Ціанід натрію отримують реакцією нейтралізації ціаністого водню з гідроксидом натрію за процесом Андрусова. Вихідними матеріалами для синтезу є метан, аміак та кисень.
{\displaystyle {\mathsf {2CH_{4}+2NH_{3}+3O_{2}\longrightarrow \ 2HCN+6H_{2}O+960kJ}}}
Метан, аміак та кисень реагують при ~1500 °С у присутності платинових чи родієвих каталізаторів, утворюючи синильну кислоту та воду.
Подальша нейтралізація дає ціанід натрію.
{\displaystyle \mathrm {HCN+NaOH\longrightarrow NaCN+H_{2}O} }
Ціанід натрію раніше отримували методом Кастнера-Кельнера шляхом взаємодії розплавленого натрію з аміаком з утворенням аміду натрію та сплавленням його з вугіллям
{\displaystyle \mathrm {2\ Na\ +\ 2\ NH_{3}\longrightarrow \ 2\ NaNH_{2}\ +\ H_{2}} }
{\displaystyle \mathrm {2\ NaNH_{2}\ {\xrightarrow[{-2\ H_{2}}]{+C}}\ \ Na_{2}CN_{2}\ {\xrightarrow {+C}}\ 2\ NaCN} }
Реакція цианіду натрію з перекисом водню 
{\displaystyle \mathrm {\ NaCN\ +\ \ H_{2}O_{2}\longrightarrow \ \ NaOCN\ +\ H_{2}O} }

## Властивості
Ціанід натрію дуже токсичний. Він високотоксичний для риб (дивись риболовля ціанідом) та забруднює екосистему у великих кількостях. Ціанід натрію повільно розкладається на форміат натрію та аміак у теплому водному розчині.

## Використання
Ціанід натрію використовується разом з ціанідом калію для отримання золота, срібла та інших металів.
При гальванічному покритті його використовують для різних ціанідних ван, наприклад, ціанідної міді, латуні, бронзи, цинку, кадмію та золота.
Розплавлений ціанід натрію використовується в обробці металів для твердіння певних типів сталі (корпусні сталі).
В органічній хімії ціанід натрію використовується для синтезу нітрилів, таких як деканітрил

## Знешкодження
Оскільки ціанід натрію є високотоксичним для живих організмів (див. отруєння ціанідом), він не повинен потрапляти в навколишнє середовище через стічні води, а повинен бути повністю окислений на очисних спорудах. Для цього є чотири способи:
1. Шляхом обробки гіпохлоритом натрію (NaClO) за наступним рівнянням:

{\displaystyle \mathrm {2\,NaCN+5\,NaClO+2\,NaOH\longrightarrow 2\,Na_{2}CO_{3}+N_{2}+5\,NaCl+H_{2}O} }
1. Додавання перекису водню (H2O2).
2. Обробка озоном (O3).
3. Шляхом окислення на вуглецевих або платинових анодах за допомогою постійного струму.